# Piper PA-32R
Die Piper PA-32R ist ein einmotoriges, sechssitziges Leichtflugzeug des US-amerikanischen Flugzeugherstellers Piper Aircraft Corporation. Es handelt sich um eine Weiterentwicklung der Piper Cherokee Six.

## Geschichte
Bis ins Jahr 1972 war die Piper PA-24 „Comanche“ Pipers stärkstes einmotoriges Flugzeug, das zudem einiges an Komfort bot. Danach begann Piper damit, ein vollkommen neues Modell zu entwickeln, das noch bessere Leistung und noch mehr Luxus bieten sollte. Das Ergebnis war eine Weiterentwicklung der Piper PA-32 Cherokee Six, bei der der Rumpf verstärkt und ein Einziehfahrwerk installiert wurde. Aus diesem Grund bekam der neue Typ die Zusatzkennung „R“ (englisch: retractable landing gear = einziehbares Fahrgestell). Die PA-32R war entstanden. Bei der PA-32RT stand das „T“ für das T-Leitwerk.
Der Prototyp hatte seinen Erstflug am 30. August 1974, die Musterzulassung nach CAR 3-8 (Normalkategorie) schloss sich am 25. Februar 1975 an. Die erste Serienmaschine flog am 17. Juli 1975.
Während die meisten Maschinen direkt bei Piper in Vero Beach, Florida gebaut wurden, gab es auch eine Lizenzfertigung bei Embraer in Brasilien mit der Bezeichnung Embraer EMB-721 Sertanejo.
Die Fertigung der PA-32R sowie die aller weiteren PA-32 Versionen endete 2009.

## Versionen
Folgende Versionen wurden gebaut (Fertigungszeitraum in Klammern):
- PA-32R-300 (1976–1978)
- PA-32RT-300 (1978–1979)
- PA-32RT-300T (1978–1979) (Turbolader-Version)
- PA-32R-301 (1980–2007)
- PA-32R-301T (1980–2009) (Turbolader-Version)

In Brasilien entstanden bei Embraer folgende PA-32R – Versionen :
- EMB-721C Sertanejo
- EMB-721D Sertanejo

## Technische Daten (PA-32RT-300)
| Kenngröße             | Daten                                            |
| --------------------- | ------------------------------------------------ |
| Besatzung             | 1                                                |
| Passagiere            | 5–6                                              |
| Länge                 | 8,44 m                                           |
| Spannweite            | 9,99 m                                           |
| Höhe                  | 2,9 m                                            |
| Flügelfläche          | 16,2 m²                                          |
| Flügelstreckung       | 6,2                                              |
| Leermasse             | 912 kg                                           |
| max. Startmasse       | 1633 kg                                          |
| Reisegeschwindigkeit  | 258 km/h                                         |
| Höchstgeschwindigkeit | 306 km/h                                         |
| Dienstgipfelhöhe      | 4450 m                                           |
| Reichweite            | 1600 km                                          |
| Triebwerk             | ein Lycoming IO-540-K1G5 mit 300 PS (ca. 220 kW) |

ein IO-540 ist ein nicht-aufgeladener Motor. In der PA-32R-301T (Turbo Saratoga SP) ist ein Lycoming TIO-540-S1AD eingebaut. (Turbo Saratoga SP Information Manual, Piper Aircraft Corporation, Nov. 8, 1979, revised Oct. 12, 1983)

## Flugunfälle
Am 21. Juli 1999 verunglückte John F. Kennedy Jr. mit diesem Muster auf einem Flug von New York nach Martha’s Vineyard. Mit ihm kamen seine Frau Carolyn und deren Schwester Lauren Bessette ums Leben. Offenbar verlor er über dem Meer die Orientierung.